# المعالجة البيولوجية لمياه الصرف
تعتبر المعالجة البيولوجية لمياه الصرف من أهم مراحل المعالجة التي يجب تطبيقها على المياه في المحطة وتهدف هذه المعالجة إلى أكسدة المواد العضوية المختلفة الموجودة في مياه المجاري وتحويلها إلى مركبات مستقرة وكتلة حيوية تتألف في معظمها من البكتريا وبعض الكائنات الدقيقة التي يمكن فصلها عن المياه ومعالجتها على انفراد وبالتالي الحصول على مياه خالية عملياً من التلوث العضوي، ويعتبر وجود الأكسجين والبكتريا أهم عنصرين من العناصر المطلوبة لإنجاح المعالجة البيولوجية إضافة إلى شروط أخرى مثل درجة الحرارة ووجود بعض المغذيات المساعدة.
تشمل المعالجة البيولوجية لمياه الصرف الصناعى خمسة طرق رئيسية هي العمليات الهوائية، العمليات اللاكسجينية، العمليات اللاهوائية، العمليات المجمعة هوائية اكسجينية، والعمليات المجمعة.

## أنواع المُعالجة البيولوجية
المعالجة بالطاقة الشمسية :
حيث انه نستمد الطاقه من الشمس ثم بعد ذلك نبخر الهواء 

### المعالجة البيولوجية الهوائية
ويمكن تقسيم المعالجة البيولوجية الهوائية طبقاً لكيفية حدوث المعالجة وذلك إما في نظام النمو المعلق أو نظام النمو المتلاحق أو النظامين معاً. وذلك مع العلم بأن جميع العمليات البيولوجية المستخدمة في معالجة المياه مستمدة من عمليات تحدث في الطبيعة.

#### النمو الهوائى المعلق
- عمليات الحمأة النشطة:

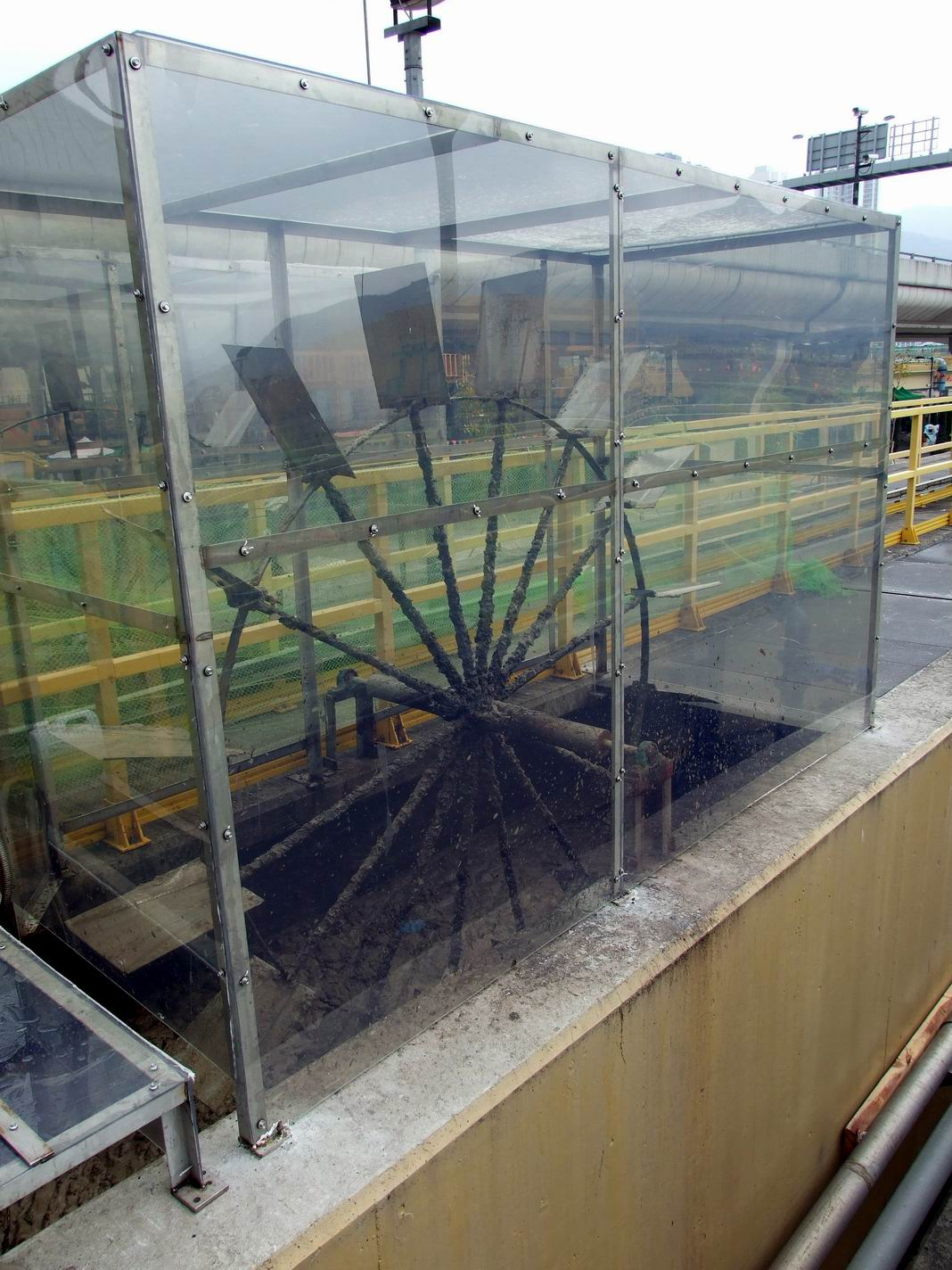
نظام معالجة بالحمأة المنشطة في الصين

تتم معالجة المخلفات السائلة بطريقة الحمأة النشطة والتي تعتبر من طرق المعالجة الثانوية عن طريق خلط المياه الخارجية من حوض الترسيب الابتدائي مع الحمأة الناتجة من حوض الترسيب النهائى في أحواض خاصة تسمى أحواض التهوية (بالإنجليزية: Aeration Tanks)‏ ، ويسمى محتوى هذا الحوض بـ «السائل المخلوط» (بالإنجليزية: Mixed Liquor)‏.
تتم عملية التهوية والتقليب إما عن طريق التهوية الميكانيكية أو التهوية بناشرات الهواء (بالإنجليزية: Diffused aeration)‏ وتساعد عملية التهوية على استمرار تواجد الـ (بالإنجليزية: Mixed Liquor)‏ في صورة خليط متجانس، وبعد انتهاء فترة التهوية يمر الخليط لأحواض الترسيب النهائى حيث ترسب الحمأة ليعود بعض منها إلى حوض التهوية للحفاظ على تركيز البكتريا داخل الحوض، بينما يوجه الباقى لأحواض تجفيف الحمأة ثم التخلص منها وتختلف هذه الكمية تبعاً لنوع مياه الصرف. هذا ويوجد طريقتين رئيسيتين تستخدم لمعالجة مياه الصرف باستخدام الحمأة النشطة وهما:الطريقة التقليدية وتعديلاتها(بالإنجليزية: Conventional Method)‏، والتهوية لمدة طويلة (بالإنجليزية: Extended Aeration)‏
- وقف التدفق مع إعادة التدوير : يمكن استخدام هذه الطريقة لإحداث بعض التغيرات في طريقة الحمأة النشطة، حيث تمكث جميع الجزيئات داخل المفاعل فترة زمنية متساوية وذلك بالرغم من انه قد توجد بعض الجزيئات التي قد تنمو داخل المفاعل عدة مرات نتيجة لإعادة التدوير ولكن فترة المكوث داخل المفاعل تكون واحدة لجميع الجزيئات.

وتعتبر هذه الطريقة نظريا أكثر كفاءة من طريقة الخلط التام مع إعادة التدوير وخصوصاً في عملية تجميع المخلفات الذائبة، ولكن الثانية تتفوق عن الأولى في قدرتها على مقابلة الزيادات الطارئة في الأحمال العضوية. 
- بحيرات الأكسدة: تعتبر بحيرات الأكسدة امتداداً طبيعاً لبحيرات التثبيت الهوائية حيث تتم التهوية فيها عن طريق قلابات ميكانيكية وبالتالى انتشار البيئة الهوائية بكامل عمقها ومن ثم عدم تصاعد الروائح المنفرة (النفاذة) منها. وتماثل طريقة بحيرات الأكسدة طريقة الحمأة النشطة لمدة طويلة (بالإنجليزية: Extruded Aeration)‏ باستثناء إضافة حوض أرض للمفاعل وإعطاء الأكسجين المطلوب عن طريق القلابات الميكانيكية (ناشرات الهواء) وذلك بخلاف البحيرات الهوائية التي يحتفظ فيها بالمواد الصلبة في صورة معلقة. وفي السابق كانت بحيرات الأكسدة تستخدم بدون إعادة تدوير ويليها أحواض الترسيب أما الآن فأن البحيرات المهواة تكون متضمنة أحواض الترسيب وعمليات إعادة تدوير المواد البيولوجية.
- المفاعل الدفعى المتتابع: إن المفاعل الدفعى المتتابع يعتمد على نفس النظرية التقليدية لمعالجة الحمأة النشطة ولكن بإضافة نظرية الملء والإفراغ، حيث ان عمليات التهوية والترسيب والترويق متماثلة في الطريقتين ولكن الاختلاف الوحيد هو أن في الطريقة التقليدية تتم خطوات المعالجة في خزانات منفصلة أما في المفاعل الدفعي المتتابع (SRB) فإن جميع الخطوات تتم بطريقة متتابعة في نفس الخزان.

ملء، تفاعل، (تهوية)، ترسيب (ترويق)، تصريف والسكون.
ويعتبر التخلص من الحمأة من أهم خطوات عملية المفاعل الدفعى المتتابع (SBR) والتي تؤثر بشدة على الأداء العام للعملية وتحدث هذه العملية عادة خلال مرحلة الترسيب أو خلال الخطوة المرحلية. ومن ضمن المميزات الفريدة للنظام عدم احتياجه لنظام إعادة الحمأة النشطة (RAS) حيث ان التهوية والترسيب يحدثان في نفس الغرفة ولذلك لا يحدث أي فقد للحمأة في خطوة التفاعل وبالتالى لا يوجد ما يستدعى إعادة الحمأة من المروق للحفاظ على محتواها في غرفة التهوية. §ويجب الوضع في الاعتبار أن جميع أنواع مياه الصرف التي تعالج بالطرق التقليدية للحمأة النشطة يمكن ان تعالج بنظام الـ SBR

#### النمو الهوائى المتلاحق
تستخدم هذه الطريقة عادة في إزالة المواد العضوية من مياه الصرف، وفي عمليات البسترة، وتشمل المرشحات الزلطية، المرشحات الخشنة، الأقراص البيولوجية الدوارة و (بالإنجليزية: Fixed Film Nitrification Reactor)‏ .
- مرشحات الزلط: إن المرشحات الزلطية ما هي إلا تطور لفكرة حقول البكتريا والتي تعتمد على أحواض ذات جدران وأرضية صماء مملؤة بالزلط أو كسر الحجارة الصلبة، وعند التشغيل يملأ الحوض بالمخلفات السائلة ببطئ وعندما يمتلئ تترك المخلفات في الحوض لمدة قصيرة ثم تفرغ محتويات الحوض ويبقى فارغاً مدة أخرى قبل البدء في دورة جديدة، وتستغرق الدورة المثالية 12 ساعة (6 ساعات تشغيل و6 ساعات راحة).

ومن مساوئ هذه الطريقة: ارتفاع نسبة حدوث الانسدادات وطول فترات الراحة المطلوبة بالإضافة إلى عدم قدرتها على تحمل أحمال التلوث المرتفعة. أما المرشحات الزلطية الحديثة فتتكون من أحواض ذات وسط عالى المسامية لكى يتيح الفرصة للمواد العضوية أن تلتصق على سطحه بينما تنساب المياه ببطئ على سطح الزلط. ويتكون وسط المرشح عادة من زلط أو كسر حجارة صلبة أو مواد حشو بلاستيكية، ففى المرشحات ذو الوسط الزلطى يتراوح القطر المثالى للزلط من 1 إلى 4 بوصة (25 إلى 100 ملمتر) بينما يختلف العمق طبقاً للتصميم ولكن عادة ما يتراوح بين 3 إلى 8 قدم (0.9 إلى 2.5 متر) بمتوسط 6 قدم (1.8 متر) وغالباً ما تكون هذه المرشحات دائرية وتزود بمجموعة من الموزعات الدوارة لتوزيع المياه على المرشح.
- مرشحات خشنة: وهي تشبه المرشحات الزلطية إلا أنها تختلف في طريقة ومعدل التشغيل حيث انها صممت لتعمل بمعدل أحمال هيدروليكية عاليه، وتستخدم هذه المرشحات لتقليل الحمل العضوى في الصرف النهائى للعمليات وفي تطبيقات النيترة الموسمية لتقليل الحمل العضوى بحيث يعتمد الصرف الخارج من العملية البيولوجية على النيترة في خلال شهور الصيف.

وفي الماضى كانت هذه المرشحات ضحلة وتستخدم وسط زلطى ولكن حالياً هناك اتجاه لاستخدام وسط صناعى أو خشب أحمر (redwood) ذو أعماق تتراوح من 12-40 قدم.
- الأقراص البيولوجية الدوارة:
- مفاعل النيترة ذو الغشاء الثابت (بالإنجليزية: Fixed Film Nitrification Reactor)‏: وهي طريقة أخرى من طرق المعالجة باستخدام النمو الهوائى المتلاحق وتستخدم لإزالة الأكسجين الحيوى الممتص الكربونى وكذلك للنيترة. وتتكون هذه الطريقة من مفاعل محشو بوسط معين يتيح الفرصة للبكتريا الموجودة بأن تلتصق على سطحه. ويتم ملء المفاعل بالمياه من أسفل بواسطة نظام مناسب يضمن توزيع متجانس للمياه، كما يمكن إضافة هواء أو أكسجين نقى للعملية عند الضرورة.

وفي العشر سنوات الماضية تم تطوير العديد من العمليات اللاهوائية المختلفة لمعالجة الحمأة والمخلفات ذات الأحمال العضوية المرتفعة، وأكثر العمليات الشائعة لمعالجة مياه الصرف بطريقة النمو اللاهوائى المعلق هي طريقة الخلط الكامل للتخمير اللاهوائى (بالإنجليزية: complete mix anaerobic digestion process)‏

### المعالجة البيولوجية اللاهوائية
وقد تم تطوير هذه العملية لمعالجة الحمأة والمخلفات ذات الأحمال العضوية المرتفعة، ولها العديد من المميزات والمساوئ طول فترة الاستبقاء في المفاعل للتأكد من تثبيت المواد العضوية وذلك نتيجة لمعدل النمو البطئ. 
- هذا وتتحول أغلب هذه المخلفات العضوية إلى غاز الميثان والذي يمكن استخدامه في عمليات صناعية وبالتالى فهو يعتبر منتج ثانوى.
- وتندرج درجة الحرارة المرتفعة المطلوبة لإجراء المعالجة ضمن مساوئ هذه الطريقة وذلك بالرغم من ان درجة الحرارة المرتفعة تكون مطلوبة فقط في حالة عدم القدرة على الحصول على الاستبقاء الطويل للمخلفات داخل المفاعل عند درجات الحرارة العادية.

#### العملية اللاهوائية المتلامسة
تستخدم هذه الطريقة لمعالجة المخلفات ذات الأكسجين الحيوى الممتص العالى، حيث يتم خلط المياه الغير معالجة مع الحمأة المعاد تدويرها ثم يتم التخمير في مفاعل محكم الغلق لمنع دخول الهواء، يلى التخمير عملية الفصل وتتم باستخدام مروق أو وحدة تعويم هوائية حيث يتم صرف المياه (وغالباً لوحدات معالجة أخرى) ويتم إعادة تدوير الحمأة المترسبة. 

#### المعالجة عن طريق البحيرات
- ويمكن تقييم هذه البحيرات إلى:

1. بحيرات هوائية
2. بحيرات إنضاج
3. بحيرات Facultative لاهوائية
4. بحيرات التثبيت الهوائية

وذلك طبقاً لكمية الأكسجين الموجودة.

### المعالجة الهوائية/اللاهوائية الإختيارية
تستخدم هذه الطريقة في حالة:
1. وجود حمل عضوى مرتفع للغاية
2. احتواء الحمل العضوى على كمية كبيرة من مركبات المواد العضوية.

تصل كفاءة المرحلة اللاهوائية إلى حوالى 75-80%، ثم يمر الصرف إلى المرحلة الهوائية لاستهلاك باقى المواد العضوية، ويتم ضخ الـ aerobic biosolids الزائدة إلى خزان الحمأة الهوائية بينما يتم ضخ الـ anaerobic biosolids الزائدة إلى خزان الحمأة اللاهوائية ثم إلى وحدة نزع الماء.
تطبيقات هذه الطريقة محدودة في مصر مقارنة بأوربا وأمريكا حيث تستخدم بكفاءة وثبات عال الذي يضمنه إجراء العملية على مرحلتين..